# Chrysogaster ocularia
Chrysogaster ocularia är en tvåvingeart som beskrevs av Herve-bazin 1914. Chrysogaster ocularia ingår i släktet ängsblomflugor, och familjen blomflugor.
Artens utbredningsområde är Madagaskar. Inga underarter finns listade i Catalogue of Life.